# Les Chemins de l'oued
Pour plus de détails, voir Fiche technique et Distribution.
Les Chemins de l'oued est un film franco-algérien réalisé par Gaël Morel en 2002 et sorti l'année suivante.

## Synopsis
Pour éviter la prison, Samy, un jeune Franco-Algérien, doit fuir la France. Son grand-père l'accueille en Kabylie. Mais Samy reste un étranger: il ne parle pas la langue du pays, il ne connaît pas les membres de sa propre famille. Comme Nadia, sa cousine enceinte et veuve, que son cousin Issam, expulsé de France, déteste. Le grand-père vit dans le souvenir d'un bout de terre qui ne produit plus aucune richesse.

## Fiche technique
- Titre : Les Chemins de l'oued
- Réalisateur : Gaël Morel
- Scénario : Gaël Morel
- Images : Jean-Max Bernard
- Musique : Jérôme Coullet
- Producteur : Christian Charret et Sandra d'Aboville
- Production : Arte France Cinéma
- Distribution : Pierre Grise Distribution
- Genre : drame
- Année de production : 2002
- Date de sortie : 16 avril 2003
- Durée : 78 minutes

## Distribution
- Nicolas Cazalé : Samy
- Amira Casar : Claire
- Kheireddine Defdaf : Issam
- Mohamed Majd : le grand-père
- Hamza Bennani : Nabyl
- Kaoutar Mohamadi : Souad
- Mohammed Said Arif : chauffeur de taxi
- Clément Deva : Pablo
- Amina Medjoubi : la mère de Samy
- Nabil Tahar : Franck
- Mathieu Casado : Clément
- Paul Morel : le père de Samy